# Comuna de Nowy Dwór Gdański
Nowy Dwór Gdański (polaco: Gmina Nowy Dwór Gdański) é uma gminy (comuna) na Polónia, na voivodia de Pomerânia e no condado de Nowy Dwór. A sede do condado é a cidade de Nowy Dwór Gdański.
Conforme os censos de 2004, a comuna tem 17 919 habitantes, com uma densidade 84,1 hab/km².

## Área
Estende-se por uma área de 213 km², incluindo:
- área agricola: 83%
- área florestal: 0%

## Demografia
Dados de 30 de Junho 2004:
|                      | Total   | Total | Mulheres | Mulheres | Homens  | Homens |
| -------------------- | ------- | ----- | -------- | -------- | ------- | ------ |
|                      | pessoas | %     | pessoas  | %        | pessoas | %      |
| População            | 17 919  | 100   | 9132     | 51       | 8787    | 49     |
| Densidade (pop./km²) | 84,1    | 100   | 42,9     | 42,9     | 41,3    | 41,3   |

De acordo com dados de 2005, o rendimento médio per capita ascendia a 1703,79 zł.

## Comunas vizinhas
- Elbląg, Gronowo Elbląskie, Nowy Staw, Ostaszewo, Stegna, Sztutowo